# 吴颂今
吴颂今（1946年10月7日—），笔名颂今，男，汉族，江西南昌人，毕业于上海音乐学院作曲系，国家一级词曲作家、音乐制作人。代表作有《井冈山下种南瓜》、《风含情水含笑》、《女孩的心思你别猜》、《爸爸的爸爸叫什么》、《小手拍拍》、《刷牙歌》、《老鹰捉小鸡》、《军中绿花》、《我的老班长》等。